# Pitoniakówka

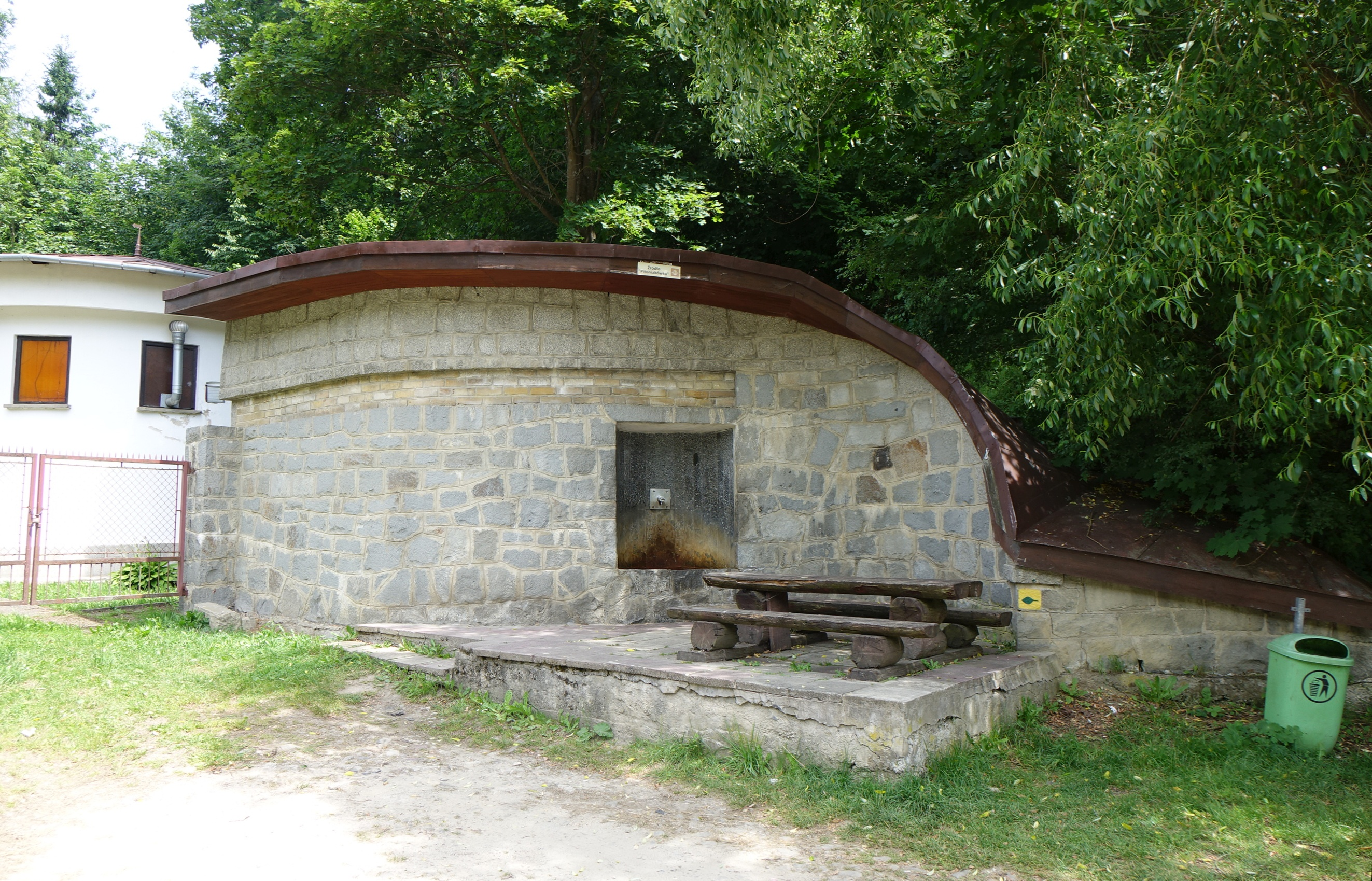

Pitoniakówka – źródło wody mineralnej w mieście Szczawnica w województwie małopolskim, w powiecie nowosądeckim. Znajduje się przy potoku Skotnickim, przy ulicy Skotnickiej.
Było to naturalnie wypływające źródło w odległości około 6 m po lewej stronie koryta potoku Skotnickiego. Ujął je w latach 30. XX wieku Jan Pitoniak, będący ówczesnym wójtem Szczawnicy i od jego nazwiska pochodzi nazwa źródła. W 1954 r. w dnie studni ze źródłem wykonano odwiertna głębokość 14,4 m, wskutek czego dostano się do silniej zmineralizowanej wody. Miała być przeznaczona do butelkowania i kuracji pitnej, zmieniono jednak decyzję i dzisiaj jest ogólnie dostępna (w sezonie letnim). Nad źródłem wybudowano budnek, obok są ławki i mały parking.
Woda „Pitoniakówka” ma własności lecznicze wykorzystywane przy leczeniu nerwic, otyłości oraz nieżytów górnych dróg oddechowych i oskrzeli. Jest jednym z wielu źródeł mineralnych, dzięki którym Szczawnica stała się uzdrowiskiem. Pozostałe to: Szymon, Jan, Józef, Józefina, Wanda, Stefan i Helena.

## Skład wody[3]
- mineralizacja – 0,314%
- składniki gazowe – dwutlenek węgla CO2 – 1181 mg/l
- składniki mineralne zdysocjonowane
  - kation wapniowy Ca2+ – 84,7 mg/l
  - kation magnezowy Mg2+ – 61,2 mg/l
  - potasowy K+ – 17,4 mg/l
  - kation wapniowy Ca2+ – 147,9 mg/l
  - sodowy Na+ – 690,0 mg/l
  - litowy Li− – 1,2 mg/l
  - strontowy Sr2+ – 1,3 mg/l
  - żelazowy Fe2+ – 3,9 mg/l
  - kation amonowy NH4+ – 5,5 mg/l
  - anion wodorowęglanowy HCO3− – 1647,0 mg/l
  - anion siarczanowy SO2− – 27,2 mg/l
  - anion chlorkowy Cl− – 507,0 mg/l
  - anion bromkowy Br− – 2,8 mg/l
  - anion jodkowy J− – 0,7 mg/l
  - anion fluorkowy F− – 0,3 mg/l
- składniki mineralne niezdysocjonowane:
  - kwas metakrzemowy H2SiO3 – 40,3 mg/l
  - kwas metaborowy HBO2 – 75,1 mg/l[3].